# Peliperdix coqui
El francolín coqui  (Peliperdix coqui) es una especie de ave galliforme de la familia Phasianidae propia del África subsahariana.

## Distribución
La especie vive en Angola, Botsuana, Burundi, República del Congo, República Democrática del Congo, Etiopía, Gabón, Kenia, Malawi, Malí, Mauritania, Mozambique, Namibia, Níger, Nigeria, Ruanda, Sudáfrica, Suazilandia, Tanzania, Uganda, Zambia y Zimbabue. Se considera la especie de francolín más extendida en África, siendo principalmente un ave sedentaria en los territorios en donde habita.